# 东桥镇 (六安市)
东桥镇，是中华人民共和国安徽省六安市金安区下辖的一个乡镇级行政单位。

## 行政区划
东桥镇下辖以下地区：
街道社区、莲花村、青峰岭村、街西村、油坊村、二道杠村、金桥村、任郢村、潘店村、中果店村、罗老庄村、段新街村、马集村、庙岗村、六岗村和何山村。